# Achilleus (Bruch)
Achilleus op. 50 ist ein Oratorium von Max Bruch (1838–1920) und hat Achilleus, einen der Krieger aus dem Trojanischen Krieg zum Thema.

## Entstehung
Achilleus entstand während Bruchs Zeit in Breslau und war dort seine Hauptarbeit. Nach der Aufführung seines Odysseus in Liverpool am 22. November 1881 erwachte Bruchs Interesse an dem Projekt wieder zum Leben. Dirigent Carl Martin Reinthaler, Bruchs Bremer Freund, empfahl den Bremer Bibliothekar Heinrich Bulthaupt als Librettisten. Bulthaupt und Bruch begannen im Februar mit der Arbeit. Während seiner Amerikareise im Frühjahr 1883 schrieb Bruch an der Orchesterpartitur. Die Arbeit wurde durch Bruchs Umzug von Liverpool nach Breslau sowie Konzerte verzögert. Bruch betrachtete den Achilleus als Fortsetzung des zwölf Jahre zuvor entstandenen Odysseus.
Bei der Abfassung des Librettos beriet sich Bruch ausführlich mit der Opernsängerin Amalie Joachim, der Ehefrau des mit ihm befreundeten Geigers Joseph Joachim. Die Korrespondenz mit Bulthaupt empfand er teilweise als so anstrengend, dass er Richard Wagner beneidete, »der alles selbst machte«. Noch kurz vor der Uraufführung sah Bruch sich gezwungen, Kürzungen vorzunehmen.
Die Uraufführung fand am 28. Juni 1885 auf dem Bonner Musikfest mit Bruch als Dirigenten statt. Amalie Joachim sang die Andromache sowie George Henschel den Hektor.

## Handlung

### Teil I
In einem Prolog erklärt der Chor die Hintergründe des Trojanischen Krieges. Agamemnon will die müden Krieger wieder in die Heimat Griechenland zurückbringen. Doch nehmen diese die Schlacht wieder auf, als Odysseus sie daran erinnert, dass die Götter auf ihrer Seite sind. Jedoch gewinnen die Trojaner die Überhand, da Achilles sich mit Agamemnon zerstritten und seine Truppen abgezogen hatte. Achilles’ Freund spürt die bevorstehende Niederlage und führt die Krieger in Achilles’ Rüstung  in die Schlacht. Diese geht siegreich für die Griechen aus, jedoch fällt Patroklos im Kampf, als er von Hektors Lanze getroffen wird. Achilles reagiert reumütig auf die Todesnachricht seines Freundes Patroklos und verflucht Hektor. Seine Mutter, die Meeresgöttin Thetis, verspricht ihm zu seinem Schutz in der Schlacht Hilfe durch die blendende Rüstung vom Gott des Feuers.

### Teil II
Der zweite Teil stellt Hektor, seine Ehefrau Andromache, seine Schwester Polyxena und seinen Vater, König Priamos, vor. Die Trojaner versammeln sich und beten für Sieg und Frieden. Entgegen den Bitten seiner Frau Andromache zieht Hektor wieder in den Krieg; der unter dem Schutz der Götter stehende Achilles tötet ihn im Zweikampf.

### Teil III
Patroklus wird unter Achilles’ Ehrenbezeugung bestattet. König Priamos kommt aus Troja  und bittet um Hektors Leichnam. Achilles weigert sich zunächst, gibt aber nach, als Priamos ihn bittet, sich seinen eigenen Vater in einer solchen Situation vorzustellen. Die Trojaner fühlen großen Schmerz um Hektors Tod. Ein Epilog des Chores beschreibt Achilles’ Tod und den Untergang Trojas.

## Wirkung
Achilles erzielte nicht den gleichen Erfolg wie Odysseus. So bemängelte die Kölnische Zeitung die Länge des Werke, worauf Bruch antwortete: »der Philister sitzt aber fünf Stunden im Theater bei Wagners gänzlich unorganischem und absolut formlosen Gedudel, welches allzu selten von Geistesblitzen unterbrochen wird«.
Die Rezension in der Neuen Musikzeitung fiel überschwänglich aus.
Nach dem Achilleus fühlte Bruch sich unter anderem durch die Auseinandersetzung mit den Neudeutschen erschöpft und konzentrierte sich aufs Dirigieren. Weitere Aufführungen des Achilleus gaben ihm jedoch neuen Mut. Franz Wüllner leitete am 15. Dezember 1885 die Aufführung des Achilleus in Köln, die aber unter der negativen Einstellung ihres Dirigent litt. Wüllner vergrößerte die von Bruch vorgesehene Größe des Streichorchesters von 32 Musikern auf 72 Musiker. Bruch beschloss einmal mehr mit seiner Geburtsstadt, von der er sich noch nie anerkannt gefühlt hatte, nichts zu tun haben zu wollen: »Das ist nun die Vaterstadt, und ich Narr hatte mir bis jetzt noch stets eine gewisse Anhänglichkeit an diese Stadt erhalten. Gut, auch das will ich aus meinem Herzen reißen.«